# كريستوبال سواريز دي فيغيروا
كريستوبال سواريز دي فيغيروا (بالإسبانية: Cristóbal Suárez de Figueroa)‏ هو مترجم وكاتب ومؤرخ وشاعر إسباني، ولد في 1571، وتوفي في 1644.